# Chris Botti
Christopher "Chris" Botti, född 12 oktober 1962 i Portland, Oregon, är en amerikansk trumpetare och kompositör.
Botti är född i Portland, Oregon och uppväxt i Corvallis, och tillbringade två år av sin barndom i Italien. Hans tidigaste musikaliska inverkan var hans mor, en klassiskt undervisad pianist och pianolärare på deltid. Han spelar en Martin Committee Handcraft-trumpet tillverkad 1940, och använder ett silverpläterat munstycke från Vincent Bach Corporation tillverkat 1926. Han räknar Miles Davis till en av sina inspirationskällor.
I college undervisades Botti av David Baker och Bill Adam vid Indiana University.
Botti har både framträtt och spelat in med artister som Sting, Frank Sinatra, Dean Martin, Chaka Khan, Andrea Bocelli, Jill Scott, Steven Tyler, The Blue Nile, Josh Groban, Michael Bublé, John Mayer, Dave Koz, Jeff Lorber, David Torn, Roy Hargrove, Paul Simon, Rod Stewart, Clark Terry, Lee Ritenour, Renee Olstead, Burt Bacharach, Till Brönner, Paula Cole och Brian Culbertson. Botti var även medlem i Bruford Levin Upper Extremities, en mer experimentell, jazz fusion-orienterad grupp.
Botti är också en radiopratare. Han hade tidigare sitt eget radioprogram, Chill with Chris Botti, som huvudsakligen fokuserade på "chill"-musik, som är beskriven som "smooth jazz med spår av cool jazz," men 2007 tog saxofonisten Mindi Abair över programledarrollen och programmet heter numera Chill with Mindi Abair.
2005 öppnade Botti showen Victoria's Secret Fashion Show.
2006 vann Billy Childs, Gil Goldstein & Heitor Pereira en Grammy för Best Instrumental Arrangement Accompanying Vocalist(s): "What Are You Doing the Rest of Your Life?" (Chris Botti & Sting). Han medverkade även på Toni Braxtons fjärde singel "Suddenly"
Den 25 september 2007 gav Botti ut sitt album Italia. Albumet fokuserar på Bottis italienska rötter i sånger som "Ave Maria", "Venice", "Estatè" och titelspåret "Italia".

## Diskografi
- 1995 – First Wish
- 1997 – Midnight Without You
- 1999 – Slowing Down the World
- 2001 – Night Sessions
- 2002 – The Very Best of Chris Botti
- 2002 – December
- 2003 – A Thousand Kisses Deep
- 2004 – When I Fall in Love
- 2005 – To Love Again
- 2007 – Italia
- 2009 – Chris Botti in Boston
- 2012 – Impressions